# СКАЛА
Раніше СКАЛА була диспетчерським комп'ютером для ядерного реактора РБМК на Чорнобильській АЕС до жовтня 1995 року. Починаючи з 1960-х років, він використовував пам'ять на магнітних осердях, зберігання даних на магнітній стрічці (та на перфострічках для завантаження програмного забезпечення під час завантаження).
СКАЛА здійснювала моніторинг та реєстрацію умов роботи реактора та налаштувань пульта управління. Він розроблений для обробки 7200 аналогових сигналів і 6500 цифрових сигналів. Система постійно контролювала роботу реактора та відображає інформацію операторам. Крім того, програма ПРИЗМА аналізувала умови роботи реактора та видавала рекомендації для керівництва операторами. Оновлення цієї програми займало 5-10 хвилин, тому вона не могла безпосередньо керувати реактором.